# Eirene conica
Eirene conica is een hydroïdpoliep uit de familie Eirenidae. De poliep komt uit het geslacht Eirene. Eirene conica werd in 2010 voor het eerst wetenschappelijk beschreven door Du, Xu, Huang & Guo. 